# Masha Gessen
Masha Gessen (rusko: Мари́я »Маша« Алекса́ндровна Ге́ссен), rusko-ameriški_a novinar_ka, pisatelj_ica, prevajalec_ka in aktivist_ka, ki velja za glasnega kritika Vladimirja Putina in Donalda Trumpa, * 13. januar 1967, Moskva, Ruska sovjetska federativna socialistična republika
Gessen je nebinarna in trans oseba, ki v angleščini zase uporablja zaimka they in them. V svojem delu obširno piše o pravicah LGBT. Opisan_a kot »vodilni_a ruski_a aktivist_ka za pravice LGBT« je dejal_a, da je bil_a številna leta »verjetno edina javno gejevska oseba v celotni državi.« Zdaj živi v New Yorku z ženo in otroki.
Gessen piše predvsem v angleščini, pa tudi v materni ruščini. Poleg tega, da je avtor_ica več nefikcijskih knjig, je napisal_a tudi vrsto prispevkov za publikacije, kot so The New York Times, The New York Review of Books, The Washington Post, Los Angeles Times, The New Republic, New Statesman, Granta, Slate, Vanity Fair, Harper's Magazine, The New Yorker in U.S. News & World Report. Od leta 2017 je zaposlen_a kot pisec_ka za revijo The New Yorker.

## Osebno življenje
Gessen ima dvojno rusko in ameriško državljanstvo. Leta 2004 se je Gessen poročil_a s Svetlano Generalovo, rusko državljanko, ki je bila prav tako del gibanja za pravice LGBT v Moskvi. Poroka je potekala v Združenih državah. Generalova in Gessen sta se pozneje ločila in do Gessenine_ove vrnitve v ZDA, je bil_a Gessen poročen_a z Darjo Oreškinovo.
Gessen ima tri otroke — dva sinova in hčer. Najstarejši sin Vova se je rodil leta 1997 v Rusiji ni ga je Gessen posvojil_a iz sirotišnice za otroke HIV-pozitivnih žensk v Kaliningradu. Hči Jolka se je Gessen rodila leta 2001. Tretji otrok, sin, se je rodil februarja 2012.
Gessen je bil_a testiran kot pozitiven_na za mutacijo BRCA, ki kolerira z rakom dojke, in je bila pri njej_njem leta 2005 opravljena mastektomija.
Gessen je razkril_a svojo identiteto nebinarne osebe leta 2020 in je takrat začel_a uporabljati zaimka they in them. Glede svojega otroštva je povedal_a naslednje: »Spomnim se, da sem, ko sem bil_a star_a pet let [...], upal_a, da se bom zbudil_a kot deček. Pravi deček. Od ljudi sem zahteval_a, da me naslavljajo kot dečka. Moji starši so mi bili na srečo zelo naklonjeni. S tem sta se popolnoma strinjala." Kot otrok je Gessen uporabljal_a moške slovnične oblike, kot nastnik pa je prešel_la na ženske slovnične oblike. V intervjuju za ruski jezik je dejal_a, da pri govoru v ruščini še naprej uporablja žensko obliko glagolov.
Gessen je 12. decembra 2023 sporočil_a, da se je zaročil_a z Lynne Echenberg.